# Amazonienfonds für Wald- und Klimaschutz
Der Amazonienfonds für Wald- und Klimaschutz, portugiesisch Fundo Amazônia, englisch Amazon Fund, wurde 2008 von der Regierung Brasiliens mit dem Ziel des Aufhaltens der weiteren Zerstörung der Wälder im Amazonasgebiet durch die Aufforstung des Regenwaldes und den Schutz der Biodiversität gegründet. Er hat eine Laufzeit von 2010 bis 2021. Der brasilianische Träger ist die Brasilianische Entwicklungsbank (Banco Nacional de Desenvolvimento Econômico e Social, BNDES). Das Gesamtbudget beläuft sich auf rund 1,3 Milliarden US-Dollar. Hauptgeldgeber mit 1,2 Milliarden US-Dollar ist Norwegen. Daneben sind auch unter anderem Deutschland mit rund 35 Millionen US-Dollar (über die KfW) und Frankreich beteiligt.
Seit der Amtsaufnahme der seit 1. Januar 2019 tätigen Regierung von Präsident Jair Bolsonaro kam es zu einem großen Anstieg von Waldbränden im Amazonas-Regenwald, im Zentrum internationaler Kritik steht Bolsonaro, der die illegale Abholzung indirekt und direkt unterstützen soll. So wurden alleine im Juli 2019 2254 Quadratkilometer Regenwald gerodet; dies seien fast viermal so viel wie im selben Monat 2018 und entspreche einer Abholzung von drei Fußballfeldern Regenwald pro Minute. Daraufhin stellten Norwegen und Deutschland im August 2019 ihre Zahlungen ein.